# شاپور زدران
شاپور زدران (پشتو: شاهپور ځدراڼ؛ زادهٔ ۸ ژوئیهٔ ۱۹۸۷) بازیکن کریکت اهل افغانستان است.